# Escuela Politécnica Superior (Universidad Europea del Atlántico)
La Escuela Politécnica Superior es una escuela de ingeniería de la Universidad Europea del Atlántico ubicada en el campus del Parque Científico y Tecnológico de Cantabria (PCTCAN).

## Titulaciones
- Grado
  - Ingeniería de las Industrias Agrarias y Alimentarias
  - Ingeniería Informática
  - Ingeniería de Organización Industrial

- Máster
  - Dirección Estratégica en Tecnologías de la Información
  - Gestión y Auditorías Ambientales
  - Diseño, Gestión y Dirección de Proyectos
  - Prevención de Riesgos Laborales
  - Gestión Integrada: Prevención, Medio Ambiente y Calidad

## Galería de fotos

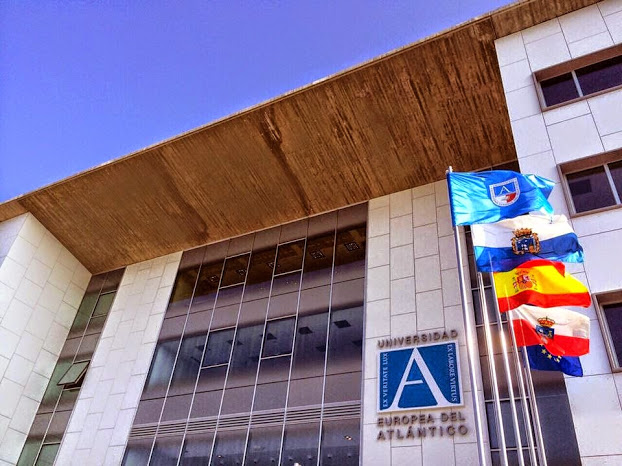
Fachada norte
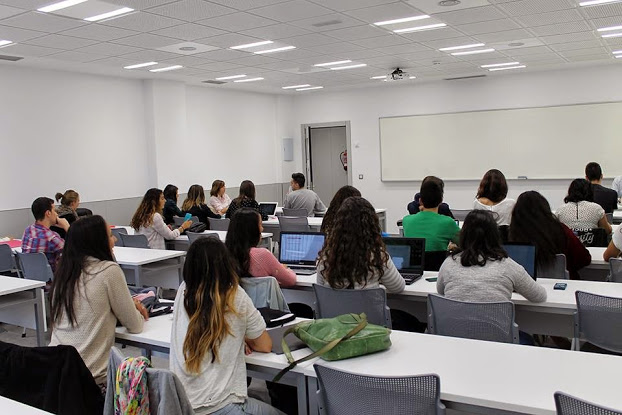
Aula de UNEATLANTICO